# Zhang Hao (friidrottare)
Zhang Hao, född 26 februari 1978, är en friidrottare från Kina. Hon deltog vid olympiska sommarspelen 2004.